# KSTAR
KSTAR（Korea Superconducting Tokamak Advanced Research）是韩国大田研究基地国家聚变研究所的超导托卡马克核聚变装置，被称为“韩国太阳”，它是国际热核聚变实验反应堆（ITER）项目的一部分。KSTAR是世界上首一个采用新型超导磁体（Nb3Sn）材料产生磁场的全超导聚变装置，磁场强度是使用铌钛系统核聚变装置的3倍多。核聚变相比核裂变释放的能量更大，而且放射性污染几乎为零，其原料可以直接取于海水，是理想的能源方式。KSTAR的成功为韩国的利用核聚变发电奠定了基石。韩国计划在以后30年左右开始利用核聚变发电。
2020年11月23日，韩国聚变能研究所宣布KSTAR将等离子体在高达1亿度的高温下维持了20秒钟，创造了當時的世界纪录。

## 历史
韩国从20世纪60年代开始开展小规模的实验室等离子实验。70年代晚期，韩国大学先后建造了SNUT79、KAIST、 KT 1、HANBIT等托卡马克装置。1995年，韩国基础科学研究院根据美国麻省理工大学的TARA串级磁镜，建造并安装了中型装置HANBIT。KSTAR由韩国政府1995年投资3090亿韩圆（100億新臺幣、25亿人民币）建造，2007年9月14日竣工，2008年投入运行并成功产生初始等离子体。2009年12月，KSTAR在1000万摄氏度的温度下成功获得了电流为320千安的等离子体放电，持续时间约3.6秒。2010年11月8日，KSTAR提前一年首次成功实现了等离子体约束状态的H模式。这是世界首次用超导热核实验装置实现H模式，对国际热核聚变实验反应堆（ITER）项目的进展具有非常重要的价值。2012年11月，KSTAR成功验证了ITER CODAC(Control, Data Access and Communication)对托卡马克实施控制的能力，证明ITER CODAC适用于托卡马克设备控制，CODAC的发展方向是正确的。
2018年，KSTAR首次成功将等离子体在1亿度的高温下维持1.5秒。2020年11月23日，韩国聚变能研究所宣布KSTAR将等离子体在高达1亿度的高温下维持了20秒钟，创造了新的世界纪录。KSTAR 的最终目标是在2025年实现1亿度的条件下，使超高温等离子体核聚变连续运行300秒。

## 结构

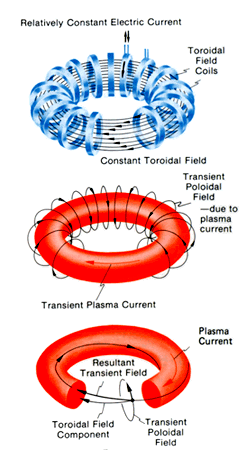
托卡马克的磁场和电流。图中所示的是环形场和产生它的线圈（蓝色），等离子体电流（红色）和由它产生的极向场，并且当这些被覆盖在所得的扭曲场。

KSTAR由内室部件、真空室、热屏蔽、超导磁体系统、低温恒温器和辅助系统组成。真空室是双层壁结构，外形呈D形。超导磁体系统包括16个环向场（TF）线圈和6对极向场（PF）线圈，具有强变形的等离子体横截面和双零偏滤器。等离子体加热和电流驱动系统包括可以用于灵活剖面控制的中性束、离子回旋波、低杂波和电子回旋波。等离子体控制和特性计算采用了全套诊断设备计划，以增加科研人员对物理学的了解。

## 主要参数
| 大半径（Major radius），R0             | 1.8 m       |
| 小半径（Minor radius），a              | 0.5 m       |
| 拉长比（Elongation），κ                | 2.0         |
| 三角形变（Triangularity），δ           | 0.8         |
| 等离子电量（Plasma volume）            | 17.8 m²     |
| 等离子体截面（Plasma cross section）   | 1.6 m²      |
| 等离子体形状（Plasma shape）           | DN, SN      |
| 等离子电流（Plasma current），IP       | >2.0 MA     |
| 环向场磁感应强度（Toroidal field），Bθ | >3.5 T      |
| 脉冲长度（Pulse length）               | >3000 s     |
| 等离子体R燃料（Plasma fuel）           | H.D.D.      |
| 超导（Superconductor）                 | Nb3Sn, NbTi |
| 辅助加热（Auxiliary heating）          | ~28MW       |
| 低温（cryogenic）                      | 9KW@4.5K    |